# زانج زيي
زانج زيي (章子怡) ممثلة صينية عالمية، ولدت عام 1979، عملت مع كبار المخرجين الصينيين والأجانب أمثال:جانغ إيمو ,اّنج لي، وروب مارشال.

## الحياة الشخصية
ولدت في بكين عاصمة الصين لأب يعمل خبيرا بالاقتصاد وأم تعمل مربية في روض للأطفال، وقد انضمت لأكاديمية بكين للرقص في عمر 11 عاما، عندما أصبح عمرها 15 عاما انضمت لأكاديمية الدراما الرئيسية والتي تعتبر من أهم كليات الدراما والتمثيل في الصين.

## وصلات خارجية
- زانج زيي على موقع IMDb (الإنجليزية)
- زانج زيي على موقع الموسوعة البريطانية (الإنجليزية)
- زانج زيي على موقع مونزينجر (الألمانية)
- زانج زيي على موقع قاعدة بيانات الأفلام العربية
- زانج زيي على موقع قاعدة بيانات الأفلام العربية
- زانج زيي على موقع ألو سيني (الفرنسية)
- زانج زيي على موقع ميوزك برينز (الإنجليزية)
- زانج زيي على موقع تيرنر كلاسيك موفيز (الإنجليزية)
- زانج زيي على موقع أول موفي (الإنجليزية)
- زانج زيي على موقع بوكس أوفيس موجو (الإنجليزية)